# The Young Romans
The Young Romans is een pop/indie-duo uit Los Angeles. Brad Hooks is de zanger en pianist van het duo en Sari Mellafe (geboren in Chili) is zanger en gitarist.

## Geschiedenis
In 2010 hebben The Young Romans getekend bij het label Red Parade Music van producer Jim Roach en brachten ze hun eerste ep "Yesterday Night" uit. Gedurende de twee jaar die volgden werkte het duo in de studio met Jim om hun geluid te ontwikkelen totdat ze klaar waren om hun eerste volledige album, Tiger Child, uit te brengen.
Hun tweede single "Where You Go" was te zien als het aftitelingsnummer in de film van Ewan McGregor / Emily Blunt: Salmon Fishing in the Yemen.
Hun nummer "Circles" was ook te zien in een aflevering van het derde seizoen van "The Fosters": Idyllwild (aflevering uit 2015).

## Discografie
- 2010: Yesterday Night - ep
- 2012: New Beginnings - Single and Tiger Child - lp
- 2015: Bells and Sirens, Pt. I - ep

- MusicBrainz: 328cbf09-f557-470a-b98c-35f0cff94a68